# Dragan Popović
Dragan Popović, noto nel Nordamerica come Don (in cir. Драган Поповић Дон; Ivangrad, 1º gennaio 1941), è un ex calciatore e allenatore di calcio jugoslavo.

## Carriera

### Club

#### Calciatore
Inizia la carriera agonistica nello Stella Rossa di Belgrado con cui vince la Prva Liga 1963-1964 e la Kup Maršala Tita 1963-1964. Nella stagione 1965-1966 passa all'Hajduk Spalato, con cui giunge tredicesimo in campionato.
Nella stagione 1967 viene ingaggiato dagli statunitensi del St. Louis Stars. Con gli Stars giunse secondo nella Western Division, perdendo l'accesso alla finale.
La stagione seguente passa ai Kansas City Spurs, militanti nella neonata NASL. Con gli Spurs giunse alle semifinali del torneo.
Nella seconda stagione agli Spurs, Popović con i suoi vince la North American Soccer League 1969.
Terminata l'esperienza agli Spurs ritorna ai St. Louis Stars, con cui non gioca sino alla North American Soccer League 1971, chiusa al quarto ed ultimo posto della Southern Division.
Dal 1971 passa ai canadesi del Serbian White Eagles Football Club, con cui gioca nella National Soccer League.
Nel 1975 torna in forza agli Stars, raggiungendo la semifinale dei playoff per il titolo, persa contro i Portland Timbers.

### Allenatore
Lasciato il calcio giocato diviene l'allenatore del Serbian White Eagles Football Club. Dalla stagione 1976 diviene l'allenatore del Rochester Lancers. Con i Lancers ottiene come miglior piazzamento il raggiungimento delle semifinali della North American Soccer League 1977.
Dal 1978, contemporaneamente all'incarico con i Lancers, al 1983 fu anche l'allenatore del New York Arrows. Dalla stagione 1983 diviene l'allenatore del Golden Bay Earthquakes, con cui raggiunge le semifinali del torneo. Nella stessa stagione si aggiudica il titolo individuale di miglior allenatore. Nella stagione 1984, ultima della NASL, chiuse al quinto ed ultimo posto della Western Division.
Collassata la NASL, Popović allenò in vari club militanti nei campionati indoor. Dal 1992 diviene vicepresidente e direttore sportivo del Lou Fusz Soccer Club.

## Palmarès

### Calciatore
- Campionato jugoslavo: 1

Stella Rossa: 1963-1964
- Coppa di Jugoslavia: 1

Stella Rossa: 1963-1964
- Campionato NASL: 1

Kansas City Spurs:1969

### Allenatore

#### Individuale
- NASL Coach of the Year: 1

1983